# Ängsvitvinge
Ängsvitvinge, Leptidea juvernica, är en art i insektsordningen fjärilar som tillhör familjen vitfjärilar. Till utseendet är ängsvitvingen mycket lik skogsvitvingen och den ansågs länge tillhöra samma art som denna. Senare studier under 1900-talet visade dock att ängsvitvingen var en egen art och den beskrevs som en sådan i början av 1990-talet. Flygtiden för imagon är från maj till början av juli, ibland in i augusti. Larven lever på gulvial och fjärilen övervintrar som puppa. I Sverige sträcker sig dess utbredningsområde ungefär från nordöstra Småland och norrut till södra Norrbotten. Den finns också på Öland och Gotland.